# Kumpu och Kotasaari
Kumpu och Kotasaari med Kortelansaari och Peltosaari, är en ö i Finland. Den ligger i Kallavesi (norra delen) och i kommunen Kuopio i den ekonomiska regionen  Kuopio ekonomiska region  och landskapet Norra Savolax, i den centrala delen av landet, 300 km norr om huvudstaden Helsingfors. Öns area är 46,4 hektar och dess största längd är 1,2 kilometer i nord-sydlig riktning. Jordbruk har bedrivits på ön.